# 聖公會呂明才中學
聖公會呂明才中學（英語：SKH Lui Ming Choi Secondary School），是一所政府津貼中學。位於香港南區華富邨華富道，1973年由呂明才基金資助香港聖公會成立，由牛津大學畢業的吳美文博士擔任創校校長。中學起初暫借聖雅各小學為臨時校舍，直至1975年，校舍落成，乃遷華富新校上課。由1998/99學年至2021/22學年，該校獲教育署核准為以英語授課的中學。並在周校長下建立校訓及四社。

## 教學語言
聖公會呂明才中學曾經是可以「全開英文班」的「英文中學」，2021年根據微調中學教學語言政策，該校由於取錄達標學生（即「全港成績前列40%」的學生）不足，2022/23學年開始不能「全開英文班」，成為全港七所要由「英文中學」「落車」學校之一，將開設一班中文班。

## 校政管理

#### 歷任校監
- 梁貫成教授，聖士提反書院校監、香港大學教育學院教授、2013年費萊登特爾獎得主
- 蘇啟明先生
- 李正儀博士，JP

### 歷任校長
- 1973年至1997年：吳美文博士 (Dr. Mary Board | PGDipLATHE, Oxford) [4]
- 1997年至2002年：周何翠珍女士 (Mrs. Jannie Chau | DGS, MPhil, HK)
- 2002年至2011年：楊清女士 (Ms. Carol Yang | DGS, CUHK)，前協恩中學副校長
- 2011年至2018年：鄭張淑儀博士 (Dr. Alice Cheung | DGS)，前拔萃女書院通識科主任
- 2018年至2023年：馬李敏慧女士 (Mrs Julie Ma | MPhil & MEd,HK)，前瑪利曼中學中學校長
- 2023年至迄今：黃邵文先生，前副校長

## 著名/傑出校友
- 林永和（1984年中五）：香港家庭科醫生、香港大學李嘉誠醫學院及香港中文大學醫學院名譽臨床助理教授[5]
- 沈嘉偉（1985年中五）：I.T主席兼行政總裁[6]
- Will Cho：風景攝影師，Now寬頻電視節目主持人，被喻為「銀河小王子」
- 林熹瞳：香港女演員及商人